# Tamasese Lealofi IV
Tui Atua Tupua Tamasese Lealofi IV (8 maggio 1922 – 9 luglio 1983) è stato un politico samoano, Primo ministro delle Samoa dal 25 febbraio 1970 al 20 marzo 1973 e dal 21 maggio 1975 al 24 marzo 1976.
Detenne il titolo di Tupua Tamasese, uno dei quattro maggior titoli di Samoa, detto Tama-a-Aiga dal 1965 fino alla sua morte nel 1983.